# Avraham Yaski
Avraham Yaski (en hebreo: אברהם יסקי‎; Chisináu, 14 de abril de 1927 - Tel Aviv, 28 de marzo de 2014) fue un arquitecto israelí de origen judeo-rumano.

## Biografía
Avraham Yaski nació en Chisináu, Rumania (actual Moldavia) el 14 de abril de 1927. Emigró al entonces Mandato británico de Palestina (actual Estado de Israel) con su familia en 1935. Yaski estudió en el Technion - Israel Institute of Technology. Al principio de su carrera trabajó en la oficina de Arieh Sharon. A la edad de 25 hizo los planos de la Plaza Rabin con Shimon Povsner, y más tarde el Ayuntamiento de Tel Aviv en la plaza. Las primeras obras de Yaski, como los "apartamentos de un cuarto de kilómetro" de 1960 con Amnón Alexandroni, fueron principalmente de hormigón.
En 1965, Abraham Yaski fundó el estudio de arquitectura ahora conocido como Moore Yaski Sivan Architects. De 1987 a 1991 fue profesor asistente en el Technion. En 1994, fundó la escuela de arquitectura de la Universidad de Tel Aviv, donde él era el jefe del departamento hasta 1998. A partir de 2006, Moore Yaski Sivan Architects es la mayor firma de arquitectura en Israel con 73 empleados. Con esta firma, Yaski contribuyó significativamente el desarrollo urbano de Tel Aviv. Los proyectos como el Centro Azrieli creó un capítulo en la historia de la arquitectura de la ciudad que destacó el rascacielos y el horizonte. El trabajo posterior de Yaski cambió un tanto el uso del concreto, en la era de la arquitectura brutalista, con una brillante arquitectura destacando vidrio "[y] sin embargo, sin vacilar hizo puntos a los " años grises" de la construcción del país con hormigón a la vista - de la que haya hecho tal utilización generalizada y sorprendente - como el mejor período de su vida y de la arquitectura israelí".

## Premios
En 1982, fue galardonado con el Premio Israel, en la arquitectura.

## Otras lecturas
- Sharon Rotbard, Avraham Yasky, Concrete Architecture  (en hebreo אברהם יסקי, אדריכלות קונקרטית), Tel Aviv: Babel, 2007.